# 西耶娜·盖尔利
席安娜·吉兒利（英語：Sienna Guillory；1975年3月16日—），英国女演员，曾为模特儿。因飾演《的海倫》的海伦，著名电子游戏改編的電影科幻动作恐怖片《生化危机2：启示录》的吉兒·范倫婷，和幻想-惊险片《龙骑士》的精灵公主而出名。於2010年《生化危机：战神再生》和于2012年9月14日发布的电影《生化危机：惩罚》再次飾演吉尔·瓦伦丁。

## 影視作品
- 《時光機器》（The Time Machine, 2002年）
- 《惡靈古堡2：啟示錄》（Resident Evil: Apocalypse, 2004年）
- 《惡靈古堡4：陰陽界》（Resident Evil: Afterlife, 2010年）
- 《惡靈古堡5：天譴日》（Resident Evil: Retribution, 2012年）
- 《摩天樓》（High-Rise, 2015年）
- 《大紅狗克里弗》（Clifford the Big Red Dog, 2021年）
- 《巨齒鯊2：海溝深淵》（Meg 2: The Trench, 2023年）